# Drasteria mirifica
Drasteria mirifica là một loài bướm đêm thuộc họ Erebidae. Nó được tìm thấy ở Bắc Mỹ, bao gồm Nevada, Oregon và California.
Sải cánh dài khoảng 30 mm.

## Phụ loài
- Drasteria mirifica mirifica
- Drasteria mirifica klotsi